# Аван Лідо
Футбольний клуб «Аван Лідо» (англ. Afan Lido Football Club) — валлійський футбольний клуб з міста Порт-Толбот, заснований у 1967 році. Виступає у Першій лізі. Домашні матчі приймає на стадіоні «Марстон Стедіум», місткістю 4 200 глядачів.

## Досягнення
- Прем'єр-ліга
  - Віце-чемпіон (1): 1994/95
- Кубок Уельсу
  - Фіналіст (1): 2006/07
- Кубок валлійської ліги
  - Володар (3): 1992/93, 1993/94, 2011/12.